# Trdobetna sehlica
Trdobetna sehlica (znanstveno ime Marasmius cohaerens) je gliva iz rodu sehlic (Marasmius).

## Značilnosti
Klobuk ima v premeru od 1 do 3,5 cm. Najprej je polkroglast nato postane široko izbočen. Površina je gladka ali nekoliko nagubana. Je rumenkasto rjave do rdečkasto rjave barve in na robu včasih močno zbledi. Rob je rahlo črtast, ker skozi njega prosevajo lističi.
Lističi so pritrjeni na bet. Najprej so bledi, nato postanejo svetlo rjavi.
Bet je visok od 3 do 8 cm in debel do 3 mm. Je žilav in enakomerno valjast in raven ali rahlo ukrivljen. Najprej je belkast do rumenkasto rjav in kasneje od dnišča navzgor potemni do temno rjave ali rdečkasto rjave barve. V dnišču ima belkast nitast micelij.
Meso je blede barve, tanko in neznatno. Ima vonj po zemlji in rahlo grenak okus.

## Razširjenost in življenjski prostor
Razširjena je v Evropi in v vzhodnem delu Severne Amerike. Raste kot gniloživka, posamično ali v manjših skupinah na humusu in stelji v listnatnih gozdovih, najpogosteje tam kjer so bukve.

## Mikroskopske značilnosti
Trosni odtis je bele barve. Trosi so eliptični, gladki, neamiloidni in merijo 7–10 x 3–5,5 μm.

## Podobne vrste
- volčičja sehlica (Marasmius torquescens) ima nažlebkan rob klobuka
- ovratniška sehlica (Marasmius rotula) ima med lističi in betom ovratnik

## Uporabnost
Neužitna.